# Железница (Брестская область)
Желе́зница (бел. Жалезніца) — деревня в Барановичском районе Брестской области Белоруссии, в составе Городищенского сельсовета. Население — 5 человек (2023).
Название происходит от термина железница — мастерская по обработке железа, жести.

## География
Деревня находится в 16,5 км (26 км по автодорогам) к северо-западу от центра города Барановичи, в 10,5 км (11,5 км по автодорогам) к юго-западу от центра сельсовета, городского посёлка Городище. Местность принадлежит к бассейну Немана, через деревню протекает река Мышанка (приток Щары). На северо-западе от деревни расположен пруд, площадью 0,071 квадратных километров. Через деревню проходит автодорога Городище — Барановичи, от неё в Железнице ответвляется дорога на Мицкевичи. Ближайшая железнодорожная станция Мордычи (линия Барановичи — Лида) находится в 6 км от деревни. Есть два крупных кладбища (Старое и Новое, на втором из них находится Покровская часовня), и одно небольшое.

## История
Имение известно с середины XV века, когда оно принадлежало Сапегам. В первой половине XVI века перешло к роду Кезгайло, вскоре угасшему. В дальнейшем принадлежало Ходкевичам, Завишам. В 1763 году имение купил Иосиф Кащиц, мстиславский кравчий.
После второго раздела Речи Посполитой (1793) поселение вошло в состав Российской империи.
За участие в восстании 1830 года имение было конфисковано у Кащицей и отошло к роду Вольских. В 1839 году была выстроена православная Свято-Покровская церковь (погибла во время Великой Отечественной войны). Во второй половине XIX века Вольские перестроили и расширили усадьбу, в частности возвели родовую часовню-усыпальницу на католическом кладбище.
В 1879 году церковный приход насчитывал около 2600 прихожан, церкви принадлежало около 100 десятин земли, в том числе 65 десятин пашни, 10 десятин сенокоса и 10 десятин леса. Действовали часовня, винокуренный завод.
По переписи 1897 года в селе Городищенской волости Новогрудского уезда Минской губернии — 2 двора, церковь и церковно-приходская школа. В 1909 году в имении 1 двор и 3 жителя, в селе — 3 двора и 21 житель.
Согласно Рижскому мирному договору (1921) село вошло в состав межвоенной Польши, где принадлежало гмине Городище Барановичского повета Новогрудского воеводства.
С 1939 года — в составе БССР, с конца июня 1941 года до июля 1944 года оккупирована немецко-фашистскими войсками. Разрушено шесть домов.
В 1940–62 годах — в Городищенском районе Барановичской, с 1954 года Брестской области. Затем передана Барановичскому району.
До недавнего времени работал магазин.
В 2013 году передана из упразднённого Гирмантовского сельсовета в Городищенский.

## Население
По состоянию на 1 января 2023 года в деревне проживало 5 человек в 5 хозяйствах, в том числе 0 моложе трудоспособного возраста, 1 — в трудоспособном возрасте и 4 — старше трудоспособного возраста.
| Численность населения (по переписи) | Численность населения (по переписи) | Численность населения (по переписи) | Численность населения (по переписи) | Численность населения (по переписи) | Численность населения (по переписи) | Численность населения (по переписи) | Численность населения (по переписи) |
| 1897                                | 1909                                | 1921                                | 1939                                | 1959                                | 1999                                | 2009                                | 2019                                |
| ----------------------------------- | ----------------------------------- | ----------------------------------- | ----------------------------------- | ----------------------------------- | ----------------------------------- | ----------------------------------- | ----------------------------------- |
| 22                                  | ↗24                                 | ↗119                                | ↗187                                | ↘84                                 | ↘31                                 | ↘20                                 | ↘5                                  |

## Достопримечательности
- Часовня-усыпальница Вольских. Единственное сохранившееся здание от бывшей дворянской усадьбы. Часовня пребывает в заброшенном и частично разрушенном состоянии[10].